# Oara
Oara är en ort i Estland. Den ligger i Audru kommun och landskapet Pärnumaa, i den sydvästra delen av landet, 110 km söder om huvudstaden Tallinn. Oara ligger 10 meter över havet och antalet invånare är 112.
Terrängen runt Oara är mycket platt. Runt Oara är det glesbefolkat, med 12 invånare per kvadratkilometer. Närmaste större samhälle är Pärnu, 13,3 km sydost om Oara. Omgivningarna runt Oara är en mosaik av jordbruksmark och naturlig växtlighet.